# Alessandro della Spina
Alessandro della Spina was een dominicaan die in de tweede helft van de dertiende eeuw volgens sommige bronnen de bril uitvond.
Later is er een fresco over gemaakt, dat de eerste voorstelling van de bril wordt genoemd.